# Усманская уездная земская управа
В Усманском уезде первое Земское Собрание начало свою работу 21 сентября 1865 г., из числа гласных председателем управы избран отставной полковник артиллерии П. Мамонтов. По Положению 1864 г. выборы в Собрание были цензовыми, многоступенчатыми и куриальными: три неравномерных курии (городская, землевладельческая и сельская) каждые три года избирали по баллам 44 гласных. В 1892 г. избирательное право было ужесточено, а количество гласных снижено до 34. В 1917 г. планировалась по новому закону избрать 58 депутатов на основе равных и всеобщих выборов.
Несмотря на жесткий административный надзор губернатора и МВД Усманское земство за 50 лет деятельности смогло эффективно решить множество вопросов местного значения, входивших в его компетенцию: была основана прогимназия, реальное и ремесленное училища, двухэтажное здание больницы и амбулатории, начата телефонизация уезда и т. д.